# Mât Fénoux
Le mât-pilote Fénoux est un mât de signaux destiné à faciliter l'entrée des navires dans les ports, lorsque le mauvais temps empêche les pilotes lamaneurs de monter à bord.

## Histoire
Inventé en 1832 par Julien-Joseph-Hippolyte Fénoux, capitaine de corvette, le mât-pilote connait sa première expérimentation à Port-Louis le 25 juin 1839. D'une hauteur de douze mètres, le mât indiquait par signaux optiques grâce à une aile triangulaire, une boule noire et un drapeau rouge orientables, les consignes aux navires pour pénétrer dans le port. On pouvait ainsi indiquer aux bateaux : la route à suivre, les directions pour atteindre le mouillage, les manœuvres pour attendre une hauteur d’eau suffisante, l’obligation de chercher le large si les conditions le réclament, le moyen de prendre un mouillage. Un règlement assura le fonctionnement du mât Fénoux.
Adopté par le Conseil Général du Morbihan, le dispositif fut recommandé au Gouvernement au vu de son utilité. Le Conseil Général du Finistère décidera plus tard de la construction d'un mât-pilote à Audierne. Celui-ci sera achevé en juin 1841 à côté du couvent des Capucins, il ne sera mis en service qu'en décembre 1843.
Ces expérimentations reçoivent un avis favorable de la commission d'étude mandatée par le Ministre de la Marine, mais rencontrent une réticence de la Commission des Phares qui y voit une concurrence à ses propres projets. Plusieurs autres mâts Fénoux seront néanmoins installés par la suite :
- Pointe de l'Ève à Saint-Nazaire (estuaire de la Loire) en 1843[3] ;
- Le Pouldu à Clohars-Carnoët (embouchure de la Laïta) en 1847[3] ;
- Barre d'Étel à Plouhinec (entrée de la Ria d'Étel) en 1867[3] ;
- Barre de Bayonne (embouchure de l'Adour) en 1868[4],[5].

Julien Fénoux sera nommé chevalier de St-Louis et chevalier de la Légion d'honneur. Il décédera le 13 juillet 1847 à Lorient et sera inhumé à Audierne.

## Mât Fénoux d'Audierne
En 1882, le mât Fénoux d'Audierne est déplacé au Môle du Raoulic pour faire suite à l'aménagement de ce dernier et à l'urbanisation de la pointe,. Son utilisation cesse et son mât métallique est supprimé dans les années 1960. La tourelle de base est néanmoins conservée, et est inscrit aux monuments historiques en 2022.

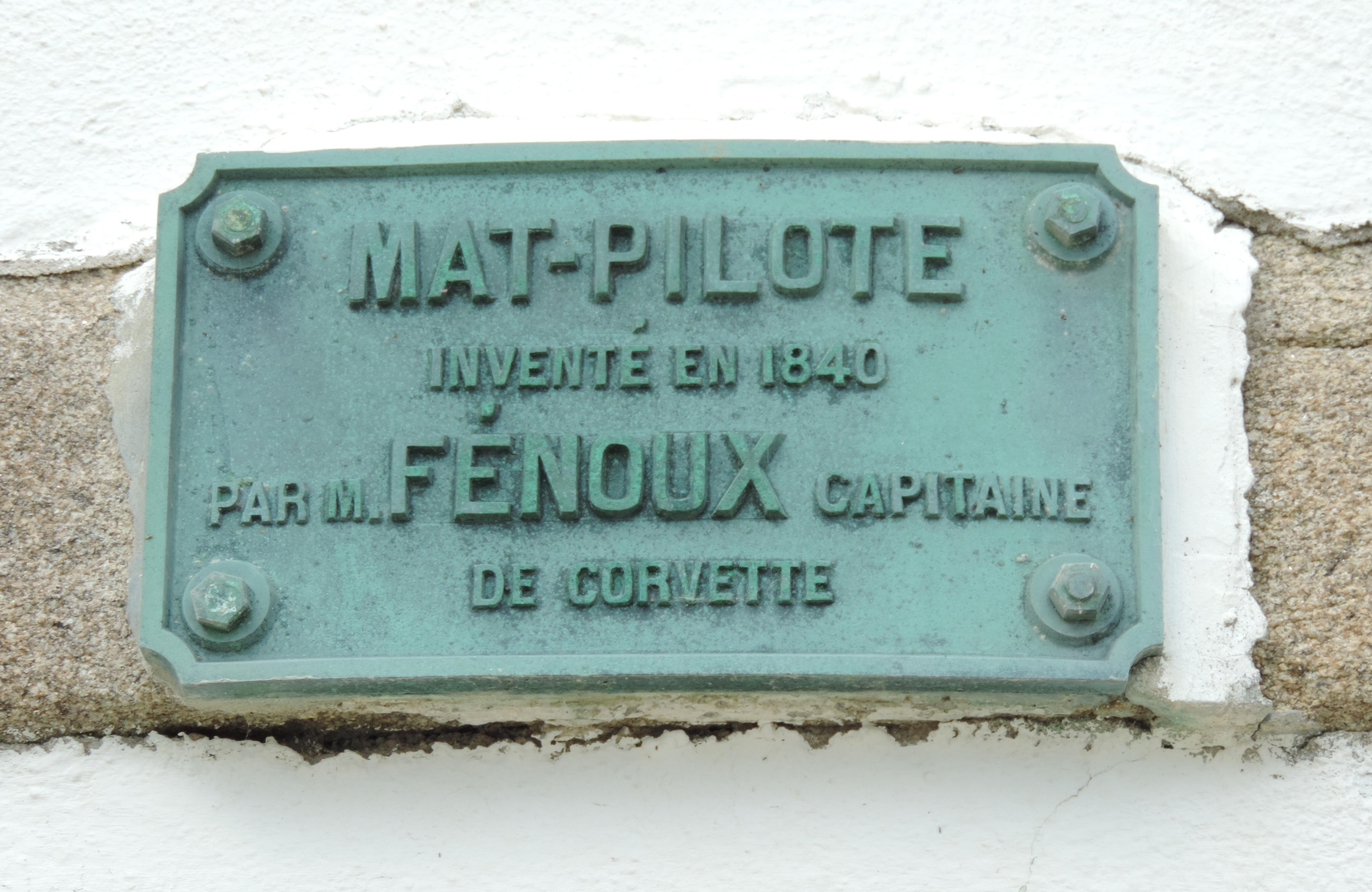
Mât Fénoux d'Audierne. Détail au-dessus de l'entrée.

Le 25 octobre 2023, grâce à une centaine de donateurs privés, à la Fondation du Patrimoine, la mission Bern, la Direction générale des affaires culturelles (Drac), la Région Bretagne, le Département et la commune d'Audierne, le mât Fénoux à Audierne a retrouvé son mât métallique. Celui-ci, d'une hauteur de 14 mètres (10 depuis le sommet de la tourelle) et pourvu d'une flèche pivotante de 7 mètres, a été fabriqué et posé fin 2023, par l'entreprise Corlay. L'édifice rénové est inauguré le 14 juin 2024.

## Autres vestiges
Le mât Fénoux de Clohars-Carnoët, également privé de son mât métallique, est aujourd'hui une habitation privée,.

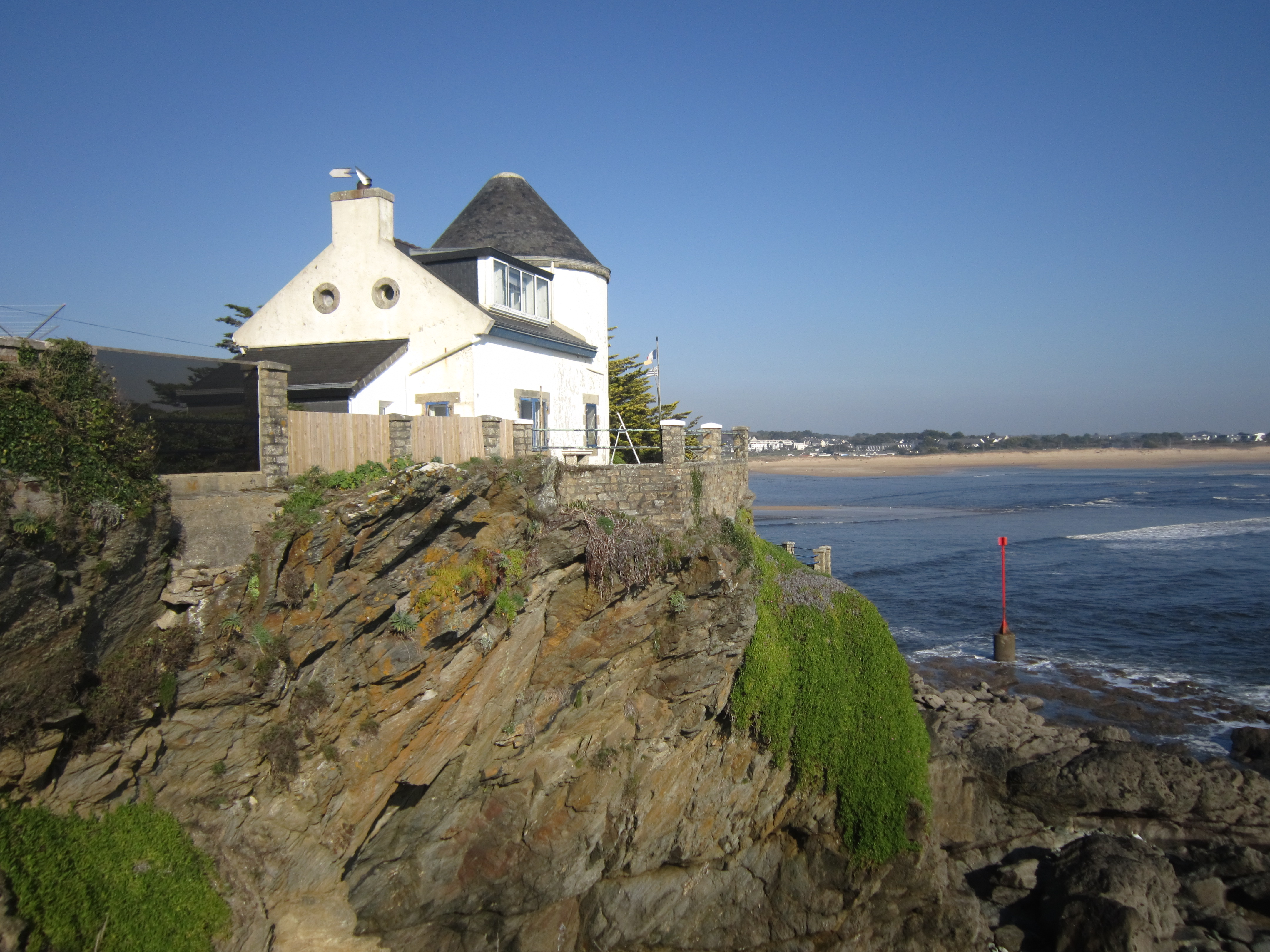
Le Pouldu : la maison du mât Fénoux.

A l'inverse, celui de Plouhinec a été remplacé en 1961 par un sémaphore moderne, mais doté d'un mât de signaux au fonctionnement similaire,. Géré par la Compagnie des Ports du Morbihan, il s'agit du dernier sémaphore civil de France en activité. Josiane Péné, première femme sémaphoriste française, y a exercé pendant trente-six ans jusqu'à sa retraite en 2016,. Son ancien logement de fonction a été réaménagé en deux gîtes, ouverts en 2020,.